# The Plant
A The Plant Stephen King máig befejezetlen és magyarul kiadatlan folytatásos elektronikus regénye, amelynek hat része 2000-ben jelent meg az interneten.
A történet első változata 1982-re nyúlik vissza, amikor is összesen 226 példány készült a műből King saját kiadójában, a Philtrum Pressben a család és barátok számára, karácsonyi ajándékként.
King első, A Golyó című sikeres internetes megjelenését követően döntött úgy a 2000-es év elején, hogy szintén az interneten keresztül teszi közzé a The Plant című folytatásos, immár átdolgozott regényt.
Az első rész 2000 júliusában jelent meg a saját honlapján. A második rész megjelentetését attól tette függővé, hogy az olvasók legalább 75%-a fizet-e olvasás előtt vagy után az első részletért.
A későbbiekben módosított ezen a gyakorlaton, és a negyedik, valamint ötödik részt annak ellenére megjelentette, hogy csak az olvasók kb. 50%-a fizetett a letöltésért.
Az ötödik rész utószavában King azonban azt közölte az olvasókkal, hogy a hatodik (és egyben leghosszabb) rész lesz az utolsó, amelyet egyelőre megjelentet, ám ez még nem jelenti a történet végét. Az immár teljesen ingyenesen letölthető hatodik rész 2000 decemberében jelent meg a honlapon.
Az író először csak szüneteltetni akarta a projektet, amíg egyéb műveken dolgozik, ám 2006 februárjában művészi kudarcnak nevezte a projektet a Voice of America című amerikai rádiós műsorban, és úgy nyilatkozott, hogy minden bizonnyal nem fogja folytatni a regényt.